# Würzbachbahn
| | |                                                   |                                                   |
| Streckennummer (DB): | 3285 (Schwarzenacker–Bierbach) 3450 (Bierbach–Würzbach) |                                                   |                                                   |
| Kursbuchstrecke (DB): | 280 (Bierbach–Würzbach, 1949–1972) 280d (Schwarzenacker–Bierbach, 1957–1972) 680 (Bierbach–Würzbach, 1972–1994) 686 (Schwarzenacker–Bierbach, 1972–1991) 674 (Bierbach–Würzbach, seit 1994) |                                                   |                                                   |
| Kursbuchstrecke: | 280d (Schwarzenacker – Bierbach 1946) |                                                   |                                                   |
| Spurweite: | 1435 mm (Normalspur) |                                                   |                                                   |
| | |                                                   |                                                   |
| \| \| \| Bahnstrecke Homburg–Zweibrücken von Homburg \| \| \| \| \| Schwarzenacker \| \| \| \| \| Bahnstrecke Homburg–Zweibrücken nach Zweibrücken \| \| \| \| \| Bundesautobahn 8 \| \| \| \| \| Bahnstrecke Landau–Rohrbach von Zweibrücken \| \| \| \| \| Blies \| \| \| \| 103,2 \| Bierbach (ehem. Bf) \| Bierbach (ehem. Bf) \| \| \| \| nach Sarreguemines \| \| \| \| 105,8 \| Blieskastel-Lautzkirchen \| Blieskastel-Lautzkirchen \| \| \| \| Würzbach \| \| \| \| 110,9 \| Würzbach (Saar) \| Würzbach (Saar) \| \| \| \| Bahnstrecke Landau–Rohrbach nach Rohrbach \| \| \| \| \| Hassel \| \| \| \| \| Hasseler Tunnel (507 m) \| \| \| \| \| Bundesautobahn 6 \| \| \| \| \| Bahnstrecke Mannheim–Saarbrücken von Rohrbach \| \| \| \| \| St. Ingbert \| \| \| \| \| Bahnstrecke Mannheim–Saarbrücken nach Saarbrücken \| \| \| \| \| \| \| \| Quellen: [1][2] \| \| \| \| | |                                                   |                                                   |
| Strecke (außer Betrieb) | | Bahnstrecke Homburg–Zweibrücken von Homburg       | Bahnstrecke Homburg–Zweibrücken von Homburg       |
| Bahnhof (Strecke außer Betrieb) | | Schwarzenacker                                    | Schwarzenacker                                    |
| Abzweig geradeaus und nach links (Strecke außer Betrieb) | | Bahnstrecke Homburg–Zweibrücken nach Zweibrücken  | Bahnstrecke Homburg–Zweibrücken nach Zweibrücken  |
| Strecke mit Straßenbrücke (Strecke außer Betrieb) | | Bundesautobahn 8                                  | Bundesautobahn 8                                  |
| Abzweig ehemals geradeaus und von links | | Bahnstrecke Landau–Rohrbach von Zweibrücken       | Bahnstrecke Landau–Rohrbach von Zweibrücken       |
| Brücke über Wasserlauf | | Blies                                             | Blies                                             |
| Haltepunkt / Haltestelle | 103,2 | Bierbach (ehem. Bf)                               | Bierbach (ehem. Bf)                               |
| Abzweig geradeaus und ehemals nach links | | nach Sarreguemines                                | nach Sarreguemines                                |
| Haltepunkt / Haltestelle | 105,8 | Blieskastel-Lautzkirchen                          | Blieskastel-Lautzkirchen                          |
| Brücke über Wasserlauf | | Würzbach                                          | Würzbach                                          |
| Bahnhof | 110,9 | Würzbach (Saar)                                   | Würzbach (Saar)                                   |
| Abzweig ehemals geradeaus und nach rechts | | Bahnstrecke Landau–Rohrbach nach Rohrbach         | Bahnstrecke Landau–Rohrbach nach Rohrbach         |
| Bahnhof (Strecke außer Betrieb) | | Hassel                                            | Hassel                                            |
| Tunnelanfang (Strecke außer Betrieb) | | Hasseler Tunnel (507 m)                           | Hasseler Tunnel (507 m)                           |
| Tunnelende (Strecke außer Betrieb) | | Bundesautobahn 6                                  | Bundesautobahn 6                                  |
| Abzweig ehemals geradeaus und von rechts | | Bahnstrecke Mannheim–Saarbrücken von Rohrbach     | Bahnstrecke Mannheim–Saarbrücken von Rohrbach     |
| Bahnhof | | St. Ingbert                                       | St. Ingbert                                       |
| Strecke | | Bahnstrecke Mannheim–Saarbrücken nach Saarbrücken | Bahnstrecke Mannheim–Saarbrücken nach Saarbrücken |
| | |                                                   |                                                   |
| Quellen: | |                                                   |                                                   |

Die Würzbachbahn – auch Würzbachtalbahn genannt – war eine in den Jahren 1866 und 1867 von der Pfälzischen Ludwigsbahn-Gesellschaft eröffnete Bahnstrecke innerhalb des heutigen Saarlandes, die in ihrer damaligen Form heute nicht mehr existiert.
Zwischen Bierbach und St. Ingbert war die Strecke ab den 1880er Jahren Teil einer internationalen Magistrale, die unter anderem über Landau und Germersheim in Richtung Osten verlief. Der Abschnitt Würzbach–St. Ingbert wurde aus strategischen Gründen 1895 außer Betrieb genommen, da sich der in diesem Bereich befindliche Hasseler Tunnel für Militärzüge als ungeeignet erwiesen hatte. Ersetzt wurde er durch eine Neubaustrecke über Rohrbach.
Da ab 1904 zwischen Homburg und St. Ingbert eine Direktverbindung existierte, bildete die Reststrecke in der Folgezeit keine betriebliche Einheit mehr. Bedingt durch eine Veränderung der Verkehrsströme, die mit der Schaffung des heutigen Saarlandes zusammenhingen, wurde der Abschnitt Schwarzenacker–Bierbach von Zügen der Bliestalbahn befahren, die fortan vorzugsweise nach Homburg verkehrten. Der Verkehr zwischen Schwarzenacker und Bierbach endete 1991.
Der Abschnitt Bierbach–Würzbach ist als Teil der Bahnstrecke Landau–Rohrbach bis heute in Betrieb. Diese besteht in ihrer jetzigen Form seit 1895, verlor jedoch Mitte der 1990er Jahre ihre überregionale Bedeutung.

## Geschichte

### Entstehung
Bereits im Zuge der Planungen der Pfälzischen Ludwigsbahn gab es Erwägungen, die Stadt St. Ingbert samt ihren Kohlevorkommen sowie dem dortigen Eisenwerk an das Eisenbahnnetz anzuschließen. Jedoch kam stattdessen auf preußischen Druck die Variante nach Bexbach ins Spiel, um später von dort aus ins Sulzbachtal einzuschwenken.
Zunächst gab es Erwägungen, die St. Ingberter Gruben an das benachbarte preußische Bahnnetz anzuschließen. Diese wurden wieder fallen gelassen, da die Gruben aus dem Nachbarstaat in einem zu großen Konkurrenzverhältnis zu den Bergwerken aus St. Ingbert standen. Anfang der 1860er Jahre liefen Planungen, gemäß denen zunächst eine Bahnlinie auf kürzestem Weg von St. Ingbert nach Homburg entstehen sollte. Jedoch gab es in der Folgezeit von den Gemeinden entlang der Blies und des Würzbaches mehrere Eingaben, eine Streckenführung über ihr Gebiet durchzusetzen. Daraufhin entbrannten heftige Diskussionen. Homburg und St. Ingbert forderten eine Direktverbindung, da die Variante entlang der beiden genannten Gewässer teurer wäre. Die pfälzische Eisenbahndirektion gab am 20. November 1864 schließlich grünes Licht für die längere Streckenführung und erklärte sich in diesem Zusammenhang bereit, die anfallenden Mehrkosten zu übernehmen. Zudem versprach sie eine Ermäßigung der Erzeugnisse der Gruben aus St. Ingbert, um zu verhindern, dass sie teurer würden als bei einer Direktstrecke.
Die Strecke sollte in Schwarzenacker von der bestehenden Bahn nach Zweibrücken abzweigen und über Bierbach, Lautzkirchen und Hassel St. Ingbert erreichen. Die Wasserscheide zwischen Hassel und St. Ingbert sollte mittels eines Tunnels bewältigt werden. Die Genehmigung durch die Pfälzische Ludwigsbahn-Gesellschaft erfolgte am 23. Dezember 1864. Am 13. Februar des Folgejahres stimmte auch der bayerische König Ludwig II. dem Bau der Strecke zu. Das Teilstück Schwarzenacker–Hassel wurde am 28. November 1866 eröffnet; der Lückenschluss bis St. Ingbert einschließlich des sogenannten Hasseler Tunnels folgte am 1. Juni 1867. Die „Würzbachbahn“ genannte Bahnlinie von Schwarzenacker nach St. Ingbert war nach der Ludwigsbahn Ludwigshafen–Bexbach, der Bahnstrecke Mainz–Ludwigshafen und den Stichstrecken nach Speyer sowie Zweibrücken die fünfte der Ludwigsbahn-Gesellschaft, die bereits 1870 Teil der neu gegründeten Pfälzischen Eisenbahnen wurde.

### Entwicklung bis zum Ersten Weltkrieg

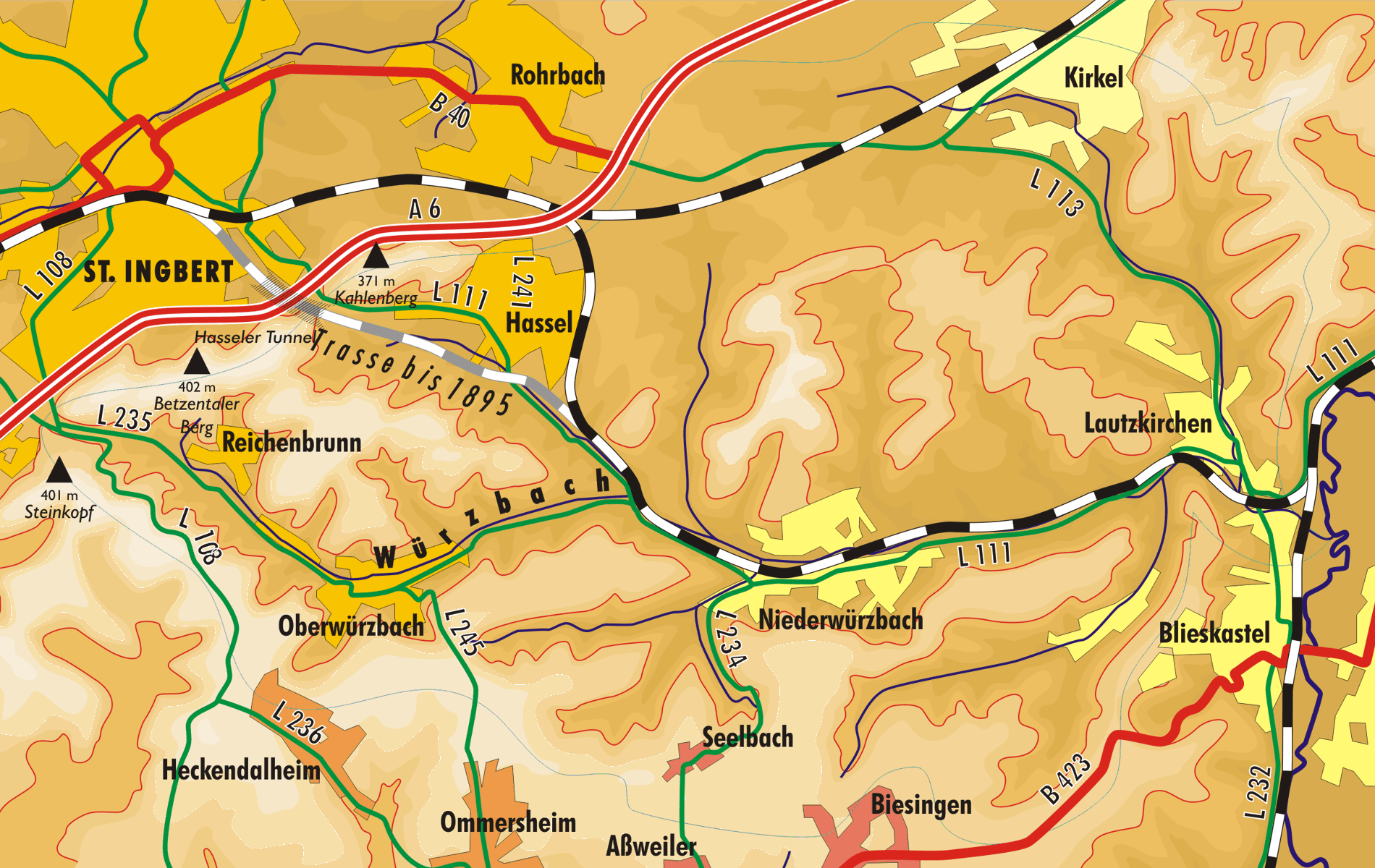
Alte (einschließlich Hasseler Tunnel) und neue Trassierung zwischen Würzbach und St. Ingbert

Die Züge wurden stets bis Homburg durchgebunden. In diesem Zusammenhang erhielt die Zweibrücker Strecke im Abschnitt Homburg–Schwarzenacker ein zweites Gleis. Am 15. Oktober 1879 erfolgte zudem die Durchbindung der St. Ingberter Strecke bis nach Saarbrücken, wodurch nach der seit 1852 bestehenden Linie über Bexbach und Neunkirchen eine zweite Bahnverbindung zwischen Homburg und Saarbrücken entstanden war. Der Hasseler Tunnel genügte aufgrund seines engen Lichtraumprofils den militärischen Anforderungen nicht, weshalb er 1895 aufgegeben wurde. Ab Würzbach erfuhr die Bestandsstrecke eine neue Trassierung, in deren Zuge der Bahnhof Hassel ebenfalls stillgelegt wurde und durch einen neuen ersetzt wurde.
Durch die am 1. Januar 1904 aus strategischen Gründen eröffnete Verbindung Rohrbach–Homburg existierte fortan zwischen Homburg und Saarbrücken eine Verbindung auf dem kürzesten Weg. Dadurch verlor die Würzbachbahn für den Durchgangsverkehr zwischen diesen beiden Städten an Bedeutung.
Am 1. Januar 1909 ging die Verbindung zusammen mit den übrigen Bahnstrecken innerhalb der Pfalz in das Eigentum der Bayerischen Staatseisenbahnen über. Im Ersten Weltkrieg erlangte der Abschnitt Schwarzenacker–Bierbach zusammen mit der 1879 eröffneten Bliestalbahn Zweibrücken–Saargemünd, der Stichstrecke nach Zweibrücken sowie der 1904 vollendeten Glantalbahn Homburg–Bad Münster strategische Bedeutung, da auf diese Weise bei Aufmärschen gegen Frankreich eine Überlastung der Nahetalbahn vermieden wurde und eine Umfahrung von Saarbrücken möglich war.

### Entwicklung nach dem Ersten Weltkrieg
Nach dem Ersten Weltkrieg wurden alle Orte entlang der historischen Würzbachbahn dem neu geschaffenen Saargebiet zugeschlagen. Eigentümerin war fortan die Saareisenbahn. Dies hatte zudem eine Umorientierung der Verkehrsströme zur Folge. Die Züge der in Bierbach abzweigenden Bliestalbahn verkehrten bislang nach Zweibrücken, das im Gegensatz zu den übrigen Orten der Strecke nicht Bestandteil der neuen Region geworden war. Stattdessen fuhren sie fortan ab Bierbach nach Schwarzenacker und von dort weiter nach Homburg, das ebenfalls Teil des Saargebiets war. Mit dessen Rückgliederung im Jahr 1935 war die Deutsche Reichsbahn für den Bahnbetrieb zuständig.
Nach dem Zweiten Weltkrieg wiederholte sich das Procedere: Die Würzbachstrecke lag im nun Saarland genannten Gebiet und unterstand den Saarländischen Eisenbahnen (SEB) – ab 1951 Eisenbahnen des Saarlandes (EdS) genannt. Zudem erfolgte eine neue Kilometrierung der Bliestalbahn, die nun in Homburg begann und in die der Abschnitt Schwarzenacker–Bierbach einbezogen wurde. Mit der wirtschaftlichen Rückgliederung des Saarlandes an Deutschland fielen die beiden Teilstrecken Schwarzenacker–Bierbach und Bierbach–Würzbach, die längst keine betriebliche Einheit mehr bildeten, in den Zuständigkeitsbereich der Deutschen Bundesbahn (DB). Am 31. Mai 1991 endete der Personenverkehr zwischen Schwarzenacker und Bierbach sowie auf der anschließenden Bliestalbahn und in die nördliche Richtung nach Homburg.

## Verlauf und Relikte

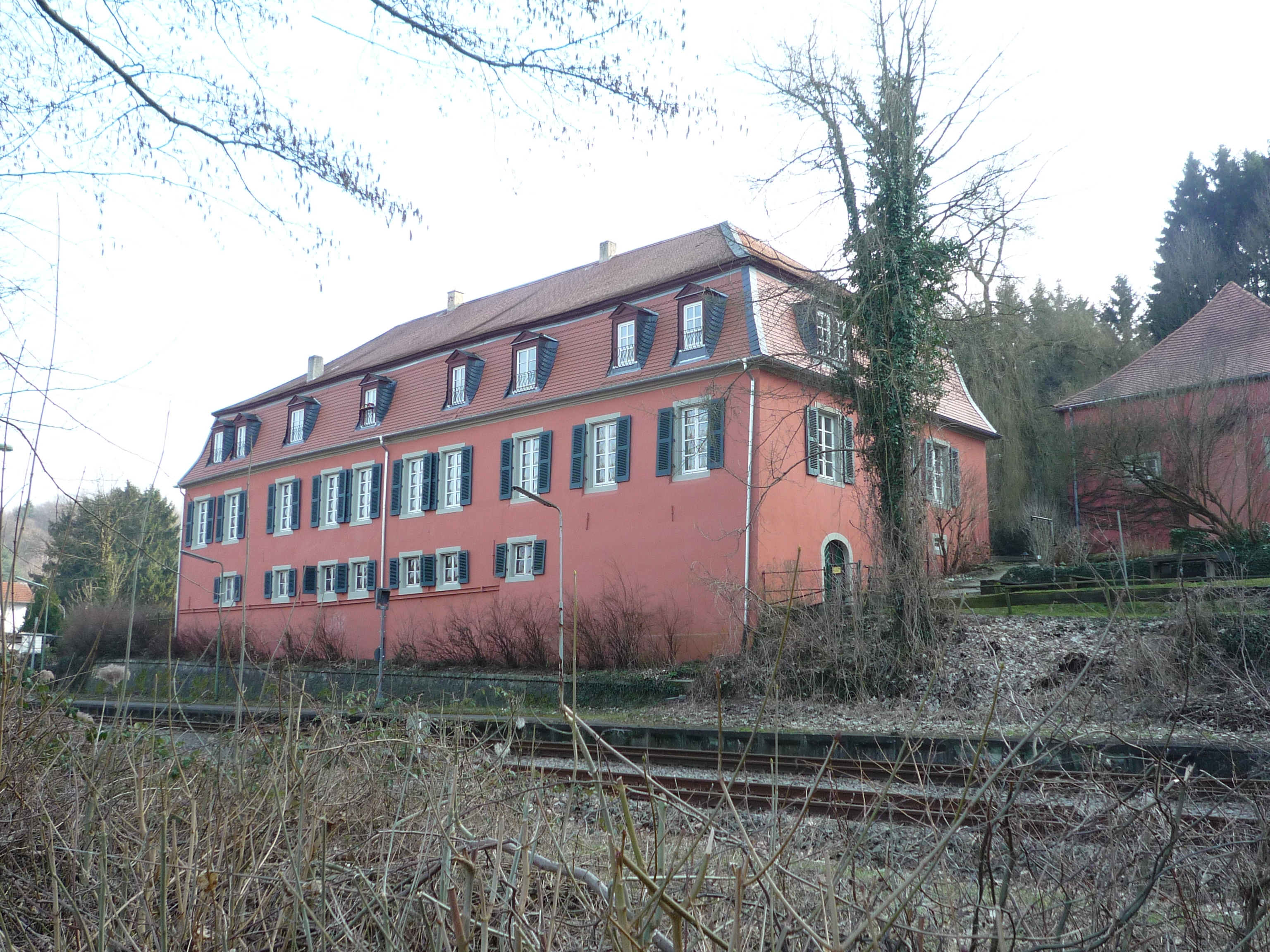
Strecke innerhalb von Niederwürzbach

Die Strecke hatte im Bahnhof Schwarzenacker ihren Ausgangspunkt, von dem aus sie in Richtung Süden entlang der Blies verlief. Die Weichenverbindung nach Bierbach wurde inzwischen demontiert, während die historische Bahnlinie ab Bierbach als Teil der Bahnstrecke Landau–Rohrbach weiterhin existiert. Kurz vor Blieskastel-Lautzkirchen zweigte die inzwischen abgebaute Bliestalbahn ab. Inzwischen folgt die Verbindung dem namensgebenden Würzbach. Hinter dem gleichnamigen Bahnhof verläuft der heutige Schienenstrang nach Rohrbach, zugleich wird das Würzbachtal verlassen.
Die alte, hier längst abgebaute Strecke orientierte sich fortan am Lauf des Stockweiherbachs. In diesem Bereich wurde bis 1895 der alte Bahnhof Hassel passiert, anschließend der Hasseler Tunnel durchquert, um St. Ingbert zu erreichen, das heute über die Bahnstrecke Mannheim–Saarbrücken angebunden ist. Östlich des Tunnels ist die Bahntrasse bis heute zu erkennen, das Gelände des alten Bahnhofs von Hassel ist inzwischen überbaut worden.

## Betriebsstellen

### Schwarzenacker
Der Bahnhof wurde bereits 1857 mit Inbetriebnahme der Bahnstrecke Homburg–Zweibrücken eröffnet. Seit 1866 zweigte die Würzbachbahn von ihm ab. Dadurch wurde der Bahnhof nach Schifferstadt (1847), Ludwigshafen (1853), Neustadt an der Haardt (1855), Homburg (1857) und  Winden (1864) der sechste Eisenbahnknotenpunkt innerhalb der Pfalz. Der Personenverkehr nach Zweibrücken kam 1989 zum Erliegen, der nach Bierbach 1991. Seither weist der Bahnhof keinen Verkehr auf.

### Bierbach

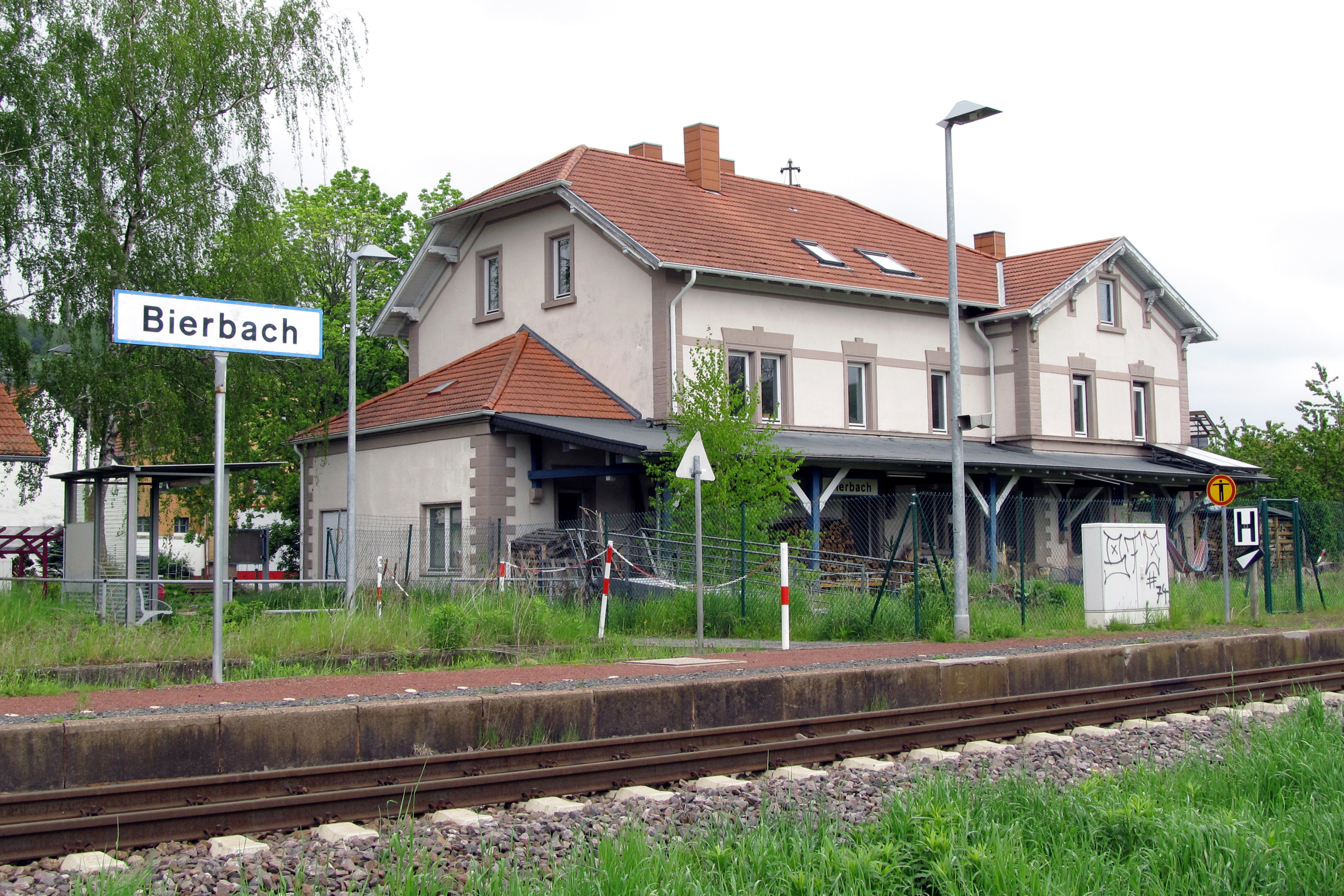
Ehemaliges Bahnhofsgebäude in Bierbach

Der Bahnhof befindet sich am südwestlichen Rand von Bierbach. Er wurde 1866 als Teil der Würzbachbahn Schwarzenacker–Hassel eröffnet, deren Verlängerung nach St. Ingbert ein Jahr später erfolgte. Ab 1879 war er durch die Eröffnung der damals in Zweibrücken beginnenden Bliestalbahn Berührungsbahnhof. Bedingt durch die Veränderung der Verkehrsströme, die nach den beiden Weltkriegen durch Schaffung des heutigen Saarlandes entstanden, wurde er Trennungsbahnhof der in Ost-West-Richtung verlaufenden Bahnstrecke Landau–Rohrbach und den Zügen der Bliestalbahn, die fortan vorzugsweise in Nord-Süd-Richtung über Schwarzenacker nach Homburg verkehrten. Erstgenannte Strecke ist bis heute in Betrieb, jedoch ist der frühere Bahnhof betriebstechnisch inzwischen nur noch ein Haltepunkt.

### Blieskastel-Lautzkirchen
Der frühere Bahnhof, der ursprünglich Lautzkirchen hieß, wurde zum Haltepunkt zurückgebaut. Mit dem aktuellen Namen wurde der Eingemeindung von Lautzkirchen nach Blieskastel Rechnung getragen. Außerdem ist er seit Stilllegung der Bliestalbahn der nächstgelegene Bahnhof zur Kernstadt von Blieskastel.

### Würzbach (Saar)
Der Bahnhof Würzbach (Saar) befindet sich in Niederwürzbach. Unmittelbar nördlich schließt sich der Niederwürzbacher Weiher an. Der Bahnhof stellt zwischen Rohrbach und Zweibrücken die einzige verbliebene Kreuzungsmöglichkeit für Züge dar.

### Hassel
Der Bahnhof befand sich am südlichen Ortsrand von Hassel und war zum Zeitpunkt der Eröffnung Endbahnhof. Erst mit der Durchbindung der Strecke nach St. Ingbert ein Jahr später wurde er zum Durchgangsbahnhof. Im Zuge der Neutrassierung ab Würzbach über Rohrbach wurde er aufgegeben; stattdessen erhielt Hassel einen neuen Bahnhof, der sich seither am östlichen Ortsrand befindet.

### St. Ingbert
Der Bahnhof wurde 1867 mit Vollendung der Würzbachbahn eröffnet und war zunächst Endbahnhof. Erst als 1879 die Durchbindung bis nach Saarbrücken erfolgte, wurde er zum Durchgangsbahnhof. Bis heute ist er in Betrieb als Bestandteil der Bahnstrecke Mannheim–Saarbrücken.